# 殺虫剤の一覧
殺虫剤の一覧（さっちゅうざいのいちらん）。
ここでは、害虫以外にダニ、線虫、ナメクジなどを対象とした殺虫剤を含む。また、農薬と防疫薬の両方を含む。
凡例:
- 有効成分（一般名または農薬登録における種類名で記載）
  - 代表的な商品名

## 有機リン系
- DDVPまたはジクロルボス（dicrohorvos）
  - バポナ殺虫プレート、殺虫プレート、パナプレート、ベーパーセクト、グリーンキラーエース、パラノン
- DEPまたはトリクロルホンまたはメトリホナート（trichlorfon）
  - ネグホン、マゾテン、ディプト
- CYAPまたはシアノホス（cyanohos）
  - サイアノックス
- MEPまたはフェニトロチオン（fenitrothion）
  - スミチオン、プレミアムスミチオン、スミパイン、ガットサイドS、ガットキラー、ゴキアウトMC2、STジェル2、サッチューコート
- ピリミホスメチル（pirimiphosmethyl）
  - アクテリック
- クロルピリホス（Chlorpyrifos）
  - ダーズバン、レントレク
- クロルピリホスメチル（Chlorpyrifosmethyl）
  - レルダン、ザーテル
- ダイアジノン（diazinon）
  - ダイアジノン、エキソジノン、ショットガン、ダイヤ
- MPPまたはフェンチオン（fenthion）
  - バイジット、チグホンスポット、バルサンうじ殺し乳剤、フローティング、バイテ、バイテックス、Ｔ-7.5バイセフト乳剤50、マウント
- ピリダフェンチオン（pyridaphenthion）
  - オフナック
- マラチオン（malathion）
  - マラソン
- エチルチオメトン（ethylthiometon）
  - TD、ダイシストン
- アセフェート（acephate）
  - オルトラン、スミフェート、ジェイエース、アリアトール
- イソキサチオン（Isoxathion）
  - カルホス、カルモック、ネキリエースK
- CVMPまたはテトラクロルビンホス（tetrachrorvinphos）
  - ガードサイド
- アザメチホス
  - アルファクロン
- PAP
  - エルサン、パプチオン
- プロチオホス
  - トクチオン、トヨダン
- プロフェノホス
  - エンセダン
- DMTPまたはメチダチオン
  - スプラサイド
- ジメトエート
  - ジメトエート
- ホキシム（Phoxim）

## 有機塩素系
- オルトジクロロベンゼン
  - 芳香グリーンキラー（単味剤）
  - エスゾール、芳香うじ殺しゼット、バポナうじ殺し、ゾル（クレゾールとの混合剤）
  - 強力グリーンキラー、オルホス（有機リン系との混合剤）
  - うじ滅ヤクレット、コンソール（クレゾール、有機リン系との混合剤）

以下は1971（昭和46）年に農薬登録失効により使用が禁止された。
- BHC(ベンゼンヘキサクロリド)
  - ヘキサチン1、ヘキサチン3（初期）、バルサン錠、金鳥BHC、金鳥リンデン香
- DDT
  - DDT、バルサン粉剤

## 合成ピレスロイド系
- エトフェンプロックス（etofenprox）
  - ベクトロン、トレボン、サニーフィールド、アースガーデンT、スパレン、メトロフェン、サンプレザー、エコロフェン、レナトップ
- アレスリン（allethrin）
  - ピナミン、金鳥の渦巻、アース渦巻香
- ペルメトリン（permethrin）
  - エクスミン、アディオン、ガードベイトA、園芸用キンチョールE、ガーデンアースB、ヤシマペルタッグ、ETB、金鳥ULV乳剤E、ベニカS、ダーナムライン、フォートレオン
- シハロトリン（cyhalothrin）
  - サイハロン
- シフルトリン（cyfluthrin）
  - バイスロイド、バイオフライ、レスポンサー
- レスメトリン（resmethrin)
  - クリスロン（各種混合剤の一成分）
- フタルスリン（phthalthrin）
  - ネオピナミン（各種混合剤の一成分）
- フタルスリン（phthalthrin）とレスメトリン（resmethrin)の両成分を含むもの
  - キンチョール、アースジェット、フマキラーAダブルジェット
- フラメトリン（Furamethrin）
  - 金鳥かとりマット
- シフェノトリン（Cyphenothrin）
  - ゴキラート、パウダースルー、ミラクンGX
- シペルメトリン（Cypermethrin）
  - アグロスリン
- フェノトリン（phenothrin）
  - スミスリン、金鳥粉剤、金鳥ULV乳剤S、ミラクンS、サンスポット
- ビフェントリン（Bifenthrin）
  - テルスター
- トランスフルトリン（Transfluthrin）
  - ヤブ蚊バリア
- メトフルトリン（metofluthrin）
  - アースノーマット、エミネンス、キンチョウリキッド、パワー森林香、ブラリー香
- プロフルトリン（profluthrin）
  - フェアリテール、ピレウォッシュ
- シクロプロトリン（Cycroprothrin）
  - シクロサール、シクロパック
- イミプロトリン（imiprothrin）
  - プラル、ゴキジェットプロ、エヤローチP
- エムペントリン（empenthrin）
  - ベーパースリン、金鳥ハエ取り線香、チャッポリン
- テフルトリン（tefluthrin）
  - フォース
- フルバリネート（fluvalinate）
  - アピスタン、マブリック
- フルシトリネート（flucythrinate）
  - ペイオフ
- フェンバレレート（fenvalerate）
  - スミサイジン、（各種混合剤の一成分）パーマチオン(MEPとの混合剤)、ハクサップ(マラソンとの混合剤)、ベジホン・ミカントップ(ジメトエートとの混合剤)
- アクリナトリン（acrinathrin）
  - アーデント
- プラレトリン
  - ベープリキッド、スーパースズメバチジェット、ハチノック、キルノック
- テラレトリン（terrarethrin）
  - ノックスリン、スミロング（霧タイプを除く）
- フルメトリン
  - バイチコール
- モンフルオロトリン
  - スミフリーズ（各種混合剤の一成分）

## 有機ケイ素系
- シラフルオフェン（silafluofen）
  - MR.ジョーカー、シロネン、白アリスーパー21、アリがいなくなるシャワー液、アリがいなくなる液剤、アリアトール 巣ごとシャワー

## カーバメート系
- NACまたはカルバリル（カーバリルとも）（carbaryl）
  - デナポン、セビン、セビモール、ミクロデナポン、ナック、リンナックル
- メソミル（methomyl）
  - ランネート
- オキサミル（oxamyl）
  - バイデート
- PHCまたはプロポキスル（propoxur） 
  - サンサイド、ボルホ、バイゴン
- BMPCまたはフェノブカルブ（フェノブカーブとも）（fenobucarb） 
  - バッサ、コイレット
- ベンフラカルブ
  - オンコル
- アラニカルブ
  - オリオン
- チオジカルブ
  - ラービン

## オキサジアゾール系
- メトキサジアゾン（metoxadiazon）
  - エレミック（アースレッドW、バルサン等家庭用くん煙剤の一成分）

## ネライストキシン系
- カルタップ
  - パダン
- チオシクラム
  - エビセクト、スクミハンター

## アミジノヒドラゾン系
- ヒドラメチルノン
  - アリの巣コロリ、コンバット、マックスフォース

## ネオニコチノイド(IRAC Group4A)

### クロロニコチル系
アセタミプリド、チアクロプリドは蜂への影響が少ない。
- ニテンピラム（nitenpyram）
  - ベストガード、プログラムA(今は存在しない)
- アセタミプリド（acetamiprid）
  - モスピラン、カダン殺虫肥料、マツグリーン
- イミダクロプリド（imidacloprid）
  - アドマイヤー、ブルースカイ、プロバド、アースガーデンC、アドバンテージプラス、ノックベイト、ハチクサン、アリダン、フォートレオン、マックスフォース クァンタム
- チアクロプリド
  - バリアード

### チアニコチル系
- クロチアニジン（clothianidin） 
  - ダントツ、ベニカ、フルスウィング、モリエート、タケロック、キシラモン
- チアメトキサム
  - アクタラ、アトラック、カダンスプレーEX、クルーザーFS30

### フラニコチル系
- ジノテフラン（dinotefuran） 
  - アルバリン、アントム、オールスタースプレー、スターガード、スタークル、スタークルメイト、ハイポネックス原液 殺虫剤入り、ボンフラン、ミケブロック

## フェニルピラゾール系
- フィプロニル（fipronil）
  - プリンス、フロントライン、マイフリーガード、グリアートフォルテ、アジェンダ、ブラックキャップ、ハイパーアリの巣コロリ、シロアリフォーム、マックスフォース マグナム、ブロードライン
- エチプロール
  - キラップ

## イソキサゾリン系
農薬としては使われた事がない
- アフォキソラネル
  - ネクスガード・ネクスガードスペクトラ
- フルララネル
  - ブラベクト
- サロラネル
  - シンパリカ、レボリューションプラス

## マクロライド系
- エマメクチン
  - アファーム
- イベルメクチン
  - ストロメクトール、アイボメック、カルドメック、バイメックトピカル、ハートガード(日本以外)、イベルメック
- レピメクチン
  - アニキ
- ミルベマイシンオキシム
  - ミルベマイシン、ネクスガードスペクトラ、パラミス、インターセプター
- セラメクチン（selamectin）
  - レボリューション、ストロングホールドプラス(EUのみ)

## 昆虫成長制御剤(IGR)

### キチン合成阻害剤

#### ベンゾイルウレア系(IRAC Group15)
- ルフェヌロン（lufenuron）
  - マッチ、プログラム(今は存在しない)
- ジフルベンズロン(diflubenzuron)
  - デミリン
- テフルベンズロン（teflubenzuron）
  - ノーモルト
- フルフェノクスロン
  - カスケード
- クロルフルアズロン
  - アタブロン
- トリフルムロン
  - ヨモベット
- ノバルロン
  - カウンター

#### ブプロフェジン(IRAC Group16)
- ブプロフェジン
  - アプロード

#### シロマジン(IRAC Group17)
- シロマジン
  - シロマジン、トリガード

### エクダイソンレセプターアゴニスト(IRAC Group18)
- メトキシフェンジド
  - ファルコン
- テブフェノシド
  - ロムダン

### 若幼ホルモン類似剤(IRAC Group7)
- ピリプロキシフェン
  - ラノーテープ、スミラブ、サイクラーテSG、槽快楽園、チャブ、PPK、バポナチョウバエ退治
- メトプレン
  - アルトシッド、フロントライン、ブロードライン

## その他の化学殺虫剤
- オレイン酸ナトリウム（Salts of Oleic Acids）
  - オレート
- 脂肪酸グリセリド
  - アーリーセーフ、サンクリスタル
- ソルビタン脂肪酸エステル
  - カダンセーフ、ムシラップ
- 多硫化石灰（calcium polysulfide）
  - 石灰硫黄合剤
- ホウ酸（boric acid）
  - 化学用ホウ酸、ホウ酸ダンゴ、アリメツ、ゴキブリキャップ、蟻ナックス
- フルベンジアミド
  - フェニックス
- ジアフェンチウロン
  - ガンバ
- ピメトロジン
  - チェス
- ベンジルアルコール (benzyl alcohol)
  - カメムシコロリ
- リチウムスルフォネート
  - スーパーアリの巣コロリ
- サイネピリン222
  - （各種混合剤の一成分）

## 殺虫剤用共力剤
- ピペロニルブトキサイド
  - （各種混合剤の一成分）

## 粘着剤
- ポリブデン
  - カミキリホイホイ
- 着色粘着リボン
  - ホリバー

## 冷却麻酔剤
- イソペンタン
  - 氷殺ジェット
- ハイドロフルオロカーボン
  - 瞬間凍殺ジェット

## 天然殺虫剤
- ピレトリン（pyrethrin）（除虫菊由来の天然ピレスロイド）
  - P.G.P.、パイベニカ、バラギク殺虫剤、バラギクパニック、除虫菊乳剤、除虫菊エアゾール「ES」、天然除虫菊金鳥の渦巻、ミサイルショットOP、ミラクンPY
- ヒドロキシプロピルデンプン（Hydroxypropyl Starch）
  - 粘着くん、園芸用でんぷんスプレー、テンネンムシトール
- マシン油
  - ボルン、エアータック、カイガラタタキ、キングマシンエアゾール（エアゾル剤）
  - アルボ油（80%乳剤）
  - 特製スケルシン95、キング95マシン、トモノール（95%乳剤）
  - エアータック乳剤、スピンドロン、スプレーオイル、トモノールS、ハーベストオイル（97%乳剤）
  - ナツマシン、ラビサンスプレー（98%乳剤）
- ロテノン（デリス由来）
  - 散粉デリス
- 珪藻土
  - コクゾール
- 硫酸ニコチン（nicotine sulfate）
  - 硫酸ニコチン、ブラックリーフ
- 還元澱粉糖化物（水飴）
  - あめんこ、ベニカマイルド
- スピノサド（放線菌由来）
  - スピノエース、コンフォティス、エコノサド（マクロライド系ではあるが天然物由来）
- （E）-3-フェニルプロペナール（シナモン由来）
  - コバエバリア

## 生物由来の殺虫剤
- バチルス・チューリンゲンシス菌の結晶毒素（BT剤）（死菌製剤）
  - トアロー水和剤CT
  - トアローフロアブルCT
- バチルス・チューリンゲンシス菌の結晶毒素及び生芽胞（BT剤）（生菌製剤）
  - デルフィン顆粒水和剤
  - チューンアップ顆粒水和剤
  - ファイブスター顆粒水和剤
  - ゼンターリ顆粒水和剤
  - バシレックスBT水和剤
  - ダイポール水和剤
  - セレクトジン水和剤
  - バイオッシュフロアブル
  - クオークフロアブル
  - サブリナフロアブル
  - ツービットDF
  - エスマルクDF
  - フローバックDF
- バーティシリウム・レカニ（Verticillium lecanii (Zimmermann) Viegas）
  - バータレック、マイコタール
- ボーベリア・ブロンニアティ（Beauveria Brongniartii）
  - バイオリサ・カミキリ
- ボーベリア・バシアーナ（Beauveria bassiana）
  - ボタニガードES
- ペキロマイセス・フモツロセウス（Paecilomyces fumosoroseus strain Apopka97）
  - プリファード
- スタイナーネマ・カーポカプサエ（Steinernema carpocapsae）
  - バイオセーフ
- スタイナーネマ・グラセライ
  - バイオトピア
- チャハマキ顆粒病ウイルス・リンゴコカクモンハマキ顆粒病ウイルス
  - ハマキ天敵

## 性フェロモン剤
- ピーチフルア
  - シンクイコン
- リトルア
  - フェロディン-SL
- 9-トリコセン
  - アルファクロンプラス（アザメチホスとの混合剤）

## 誘引剤
- 蛋白加水分解物
  - プロテイン
- 安息香酸とオイゲノールの両剤を含むもの
  - ホドロン
- キュウルア
  - キュウルア
- ソトロン（sotolon, sotolone）
  - 調査用トラップ
- テンナンショウ
  - コバエがポットン 置くタイプ（ジノテフランとの混合剤）
- ホウ酸
  - ゴキブリキャップ

## 忌避剤
- ディート（deet）またはジエチルトルアミド
  - スキンガード、サラテクト、プレシャワー、スキンベープミスト、ムシペール、虫よけサマー、森林香
- イカリジン（icaridin）またはピカリジン（picaridin）
  - 天使のスキンベープ、虫よけキンチョールDF、お肌の虫よけ プレシャワーDF ファミリーユース、お肌の虫よけ プレシャワーPRO
- ナフタレン
  - モグレス
- ファルネシルアセトン（トマト由来）
  - ダニよけトマトパワー
- 天然系置換フェノール
  - ナメ退治忌避粒剤
- イソプロチオラン（isoprothiolane）
  - フジワン
- チウラム（チラムとも）（thiuram）
  - アンレス、キヒゲン
- ジラム（ziram）
  - コニファー
- ブチルアセチルアミノプロピオン酸エチル
  - 虫コナーズPRO 服にかける虫よけスプレー
- p-メンタン-3,8-ジオール
  - 虫コナーズ キッチン用 天然ハーブの虫よけ
- シナモン
  - ムカデ・アリコナーズ パウダー（シフルトリンとの混合剤）
- 酢酸シンナミル
  - ダニよけハーブ　ミストタイプ
- サリチル酸ベンジル
  - 1プッシュ式　お部屋にダニコナーズ

## せんい製品防虫剤
- パラジクロロベンゼン
  - パラゾール、ネオパラ、パラダイヤ
- ナフタレン
  - ネオパース、わらべ
- 樟脳
  - 藤澤樟脳、和服しょうのう、きものしょうのう
- ターピネオール
  - タンスにゴンゴン 防虫アロマビーズ
- スペアミントオイル
  - ナチューヴォ

## 殺線虫剤
- DCIP（dichloroisopropyl ether）
  - ネマモール
- D-D
  - D-D、D-D92、DC、テロン
- ピラクルホス（pyraclofos）
  - ボルテージ
- メスルフェンホス
  - ネマノーン
- 酒石酸モランテル
  - グリンガード・エイト
- ホスチアゼート
  - ネマトリン、ネマトリンエース、アオバ
- カズサホス
  - ラグビー
- メチルイソチオシアネート
  - トラペックサイド
- パスツーリア・ペネトランス
  - パストリア
- ピランテル
  - コンバントリン
- ミルベメクチン
  - マツガード
- パモ酸ピルビニウム
  - パモキサン

## 殺ダニ剤
- エトキサゾール（etoxazole）
  - バロック
- チリカブリダニ
  - スパイデックス、カブリダニPP
- ミヤコカブリダニ
  - スパイカルEX、スパイカルプラス
- 石灰窒素（calcium cyanamid）
  - 石灰窒素
- ビフェナゼート
  - マイトコーネ、ダニ太郎
- アミトラズ
  - アピバール、ダニカット
- ミルベメクチン
  - コロマイト、ミルベノック
- キノメチオネート
  - モレスタン
- 安息香酸ベンジル
  - 安息香酸ベンジル
- アミドフルメト（Amidoflumet）
  - パンダック（各種混合剤の一成分）
- プロパルギット（Propargite）
  - オマイト
- クロタミトン（Crotamiton）
  - オイラックス
- チモール（thymol）
  - チモバール

## 殺ナメクジ剤
- メタアルデヒド（metaldehyde）
  - ナメキール、ナメトックス、マイキラー、ナメキット、ナメクジマイマイペレット、ナメトリン、ナメハンター、ナメルト
- リン酸鉄(III)（Iron(III) phosphateもしくはferric orthophosphate）
  - ナメトール、スラゴ、MICナメクジ退治、ナメクジ退治、ナメクジキラーF、フェラモール
- リンゴ酸（malic acid）
  - カダンナメクジバリア

## 防蟻剤
- カプリン酸
  - ファーストガード

## 殺鼠剤
- ワルファリン
  - ネズレスH
- クマテトラリル
  - エンドックス
- クロロファシノン
  - コロソ
- ダイファシノン
  - ヤソヂオン
- リン化亜鉛
  - Z・P1.00、ネズレスZ
- 硫酸タリウム
  - メリーネコタリウム
- モノフルオロ酢酸ナトリウム
  - テンエイテイ、固形テンエイテイ

## くん蒸剤
- 臭化メチル
  - 臭化メチル
- リン化アルミニウム
  - エピヒューム、フミトキシン、ホストキシン、ティベック
- 青酸
  - チバクロン
- ヨウ化メチル
  - くり専用ヨーカヒューム

## 天敵
- オンシツツヤコバチ
  - エンストリップ、ツヤコバチEF30
- サバクツヤコバチ
  - エルカード
- チチュウカイツヤコバチ
  - ベミパール
- ククメリスカブリダニ
  - ククメリス
- コレマンアブラバチ
  - アフィパール、アブラバチAC
- ショクガタマバエ
  - アフィデント
- アリガタシマアザミウマ
  - アリガタ
- タイリクヒメハナカメムシ
  - オリスターA、タイリク
- ハモグリコマユバチ
  - コマユバチDS
- イサエアヒメコバチ（Diglyphus isaea）
  - ヒメコバチDI
- イサエアヒメコバチ（Diglyphus isaea）とハモグリコマユバチの両剤を含むもの
  - マイネックス
- ハモグリミドリヒメコバチ
  - ミドリヒメ
- スワルスキーカブリダニ
  - スワルスキー、スワルスキープラス